# Atlaski divlji magarac
Atlaški divlji magarac (lat. Equus africanus atlanticus, sin. Equus asinus atlanticus), također poznat i kao alžirski divlji magarac je izumrla životinja. Podvrsta afričkog divljeg magarca Equus asinus ili Equus africanus, podrod Asinus. Posljednji njegov trag predstavlja prikaz na freski vile u Boni u Alžiru, koji datira od oko 300. godine. 
Vjeruje se da je izumro nakon što su ga Rimljani lovili iz sporta.

## Vanjske poveznice
- Algerian/Atlas Wild Ass (Asinus atlanticus)